# サン・ロレンツォ・マッジョーレ
 サン・ロレンツォ・マッジョーレ（イタリア語: San Lorenzo Maggiore）は、イタリア共和国カンパニア州ベネヴェント県にある、人口約2,100人の基礎自治体（コムーネ）。

## 地理

### 位置・広がり
ベネヴェント県のコムーネ。県都ベネヴェントから北西へ19kmの距離にある。
サン・ロレンツォ・マッジョーレは崖の上にたっている。

#### 隣接コムーネ
隣接するコムーネは以下の通り。
- グアルディア・サンフラモンディ
- パウピージ
- ポンテ
- サン・ルーポ
- ヴィトゥラーノ

## 文化
サン・ロレンツォ・マッジョーレの人々は近くのグアルディア・サンフラモンディで7年に一度行われる懺悔の儀式に参加している。